# Aanvangsrendement
Het aanvangsrendement (BAR) is een in de vastgoedwereld veel gebruikt instrument om (markt)waarde en de kwaliteit van een (koop)object uit te drukken. 
Het bruto aanvangsrendement wordt uitgedrukt in procenten en wordt berekend door de huuropbrengst in het eerste jaar van de exploitatie te delen door de totale investering:
{\displaystyle {\textrm {BAR}}={\frac {\textrm {huuropbrengst}}{\textrm {investering}}}}
De netto aanvangsrendement houdt rekening met de kosten die gepaard gaan met het vastgoed:
{\displaystyle {\textrm {NAR}}={\frac {{\textrm {huuropbrengst}}-{\textrm {kosten}}}{\textrm {investering}}}}
Een groot voordeel van de BAR-methode is, dat het een relatief eenvoudige methode betreft met een beperkt aantal variabelen. Daarnaast is het resultaat van de waardebepaling goed communiceerbaar. De methode geeft echter geen inzicht in kasstromen, wat bijvoorbeeld bij de NCW-methode wel het geval is. Ook is er geen volledige duidelijkheid over de te hanteren BAR-definitie (het is namelijk vaag). De BAR-methode is dan ook vooral geschikt om het rendement te bepalen van langdurig verhuurd vastgoed met relatief stabiele kasstromen.